# Liste des orgues de Midi-Pyrénées protégés aux monuments historiques
Cet article recense les orgues protégés aux monuments historiques en Midi-Pyrénées, France.

## Liste
| Orgue                                                  | Département     | Commune                     | Édifice                                                         | Référence | Année     | Protection     | Illus. |  |
| ------------------------------------------------------ | --------------- | --------------------------- | --------------------------------------------------------------- | --- | --------- | -------------- | ------ |  |
| Orgue de tribune buffet, partie instrumentale          | Ariège          | Foix                        | Abbatiale Saint-Volusien de Foix                                | « PM09000984 », notice no PM09000984 « PM09000982 », notice no PM09000982 « PM09000983 », notice no PM09000983 | 1997      | Classé         |        |  |
| Orgue de tribune buffet, partie instrumentale          | Ariège          | Lavelanet                   | Église Notre-Dame-de-l'Assomption de Lavelanet                  | « PM09000987 », notice no PM09000987 « PM09000985 », notice no PM09000985 « PM09000986 », notice no PM09000986 | 2000      | Classé         |        |  |
| Orgue de tribune buffet, partie instrumentale          | Ariège          | Mirepoix                    | Cathédrale Saint-Maurice de Mirepoix                            | « PM09000989 », notice no PM09000989 « PM09000988 », notice no PM09000988 « PM09000424 », notice no PM09000424 | 1981 1997 | Classé Inscrit |        |  |
| Orgue à cylindres partie instrumentale                 | Ariège          | Montaut                     | Église Notre-Dame de Montaut                                    | « PM09000990 », notice no PM09000990 « PM09000438 », notice no PM09000438                                      | 1982      | Classé         |        |  |
| Orgue de tribune buffet                                | Ariège          | Pamiers                     | Cathédrale Saint-Antonin de Pamiers                             | « PM09000532 », notice no PM09000532 « PM09000991 », notice no PM09000991                                      | 1975      | Classé         |        |  |
| Orgue de tribune buffet, partie instrumentale          | Ariège          | Pamiers                     | Église Notre-Dame-du-Camp de Pamiers                            | « PM09000993 », notice no PM09000993 « PM09000992 », notice no PM09000992 « PM09000537 », notice no PM09000537 | 1979 1997 | Classé Inscrit |        |  |
| Orgue de tribune partie instrumentale                  | Ariège          | Saint-Girons                | Église Saint-Girons de Saint-Girons                             | « PM09000994 », notice no PM09000994 « PM09000580 », notice no PM09000580                                      | 1977      | Classé         |        |  |
| Orgue de tribune buffet, partie instrumentale          | Ariège          | Saint-Lizier                | Cathédrale Notre-Dame-de-la-Sède de Saint-Lizier                | « PM09000645 », notice no PM09000645 « PM09000995 », notice no PM09000995 « PM09000907 », notice no PM09000907 | 1968      | Classé         |        |  |
| Orgue de tribune partie instrumentale                  | Ariège          | Vicdessos                   | Église Notre-Dame de Vicdessos                                  | « PM09000996 », notice no PM09000996 « PM09000841 », notice no PM09000841                                      | 1978      | Classé         |        |  |
| Orgue de tribune partie instrumentale                  | Aveyron         | Decazeville                 | Église Notre-Dame de Decazeville                                | « PM12000912 », notice no PM12000912 « PM12000804 », notice no PM12000804                                      | 1994      | Classé         |        |  |
| Orgue à cylindres partie instrumentale                 | Aveyron         | Nant                        | Église Saint-Pierre de Nant                                     | « PM12000913 », notice no PM12000913 « PM12000821 », notice no PM12000821                                      | 1982      | Classé         |        |  |
| Orgue de tribune buffet, partie instrumentale          | Aveyron         | Rodez                       | Cathédrale Notre-Dame de Rodez                                  | « PM12000676 », notice no PM12000676 « PM12000914 », notice no PM12000914 « PM12000476 », notice no PM12000476 | 1875      | Classé         |        |  |
| Orgue de tribune partie instrumentale                  | Aveyron         | Rodez                       | Église Saint-Amans de Rodez                                     | « PM12000915 », notice no PM12000915 « PM12000461 », notice no PM12000461                                      | 1982      | Classé         |        |  |
| Orgue de tribune buffet, partie instrumentale          | Aveyron         | Vabres-l'Abbaye             | Cathédrale Saint-Sauveur de Vabres-l'Abbaye                     | « PM12000616 », notice no PM12000616 « PM12000916 », notice no PM12000916 « PM12000878 », notice no PM12000878 | 1908      | Classé         |        |  |
| Orgue de tribune partie instrumentale                  | Aveyron         | Villefranche-de-Rouergue    | Collégiale Notre-Dame de Villefranche-de-Rouergue               | « PM12000917 », notice no PM12000917 « PM12000634 », notice no PM12000634                                      | 1976      | Classé         |        |  |
| Orgue de chœur partie instrumentale                    | Gers            | Auch                        | Cathédrale Sainte-Marie d'Auch                                  | « PM32000539 », notice no PM32000539 « PM32000061 », notice no PM32000061                                      | 1978      | Classé         |        |  |
| Orgue de tribune buffet, partie instrumentale          | Gers            | Auch                        | Cathédrale Sainte-Marie d'Auch                                  | « PM32000010 », notice no PM32000010 « PM32000538 », notice no PM32000538 « PM32000029 », notice no PM32000029 | 1862 1934 | Classé         |        |  |
| Orgue de tribune buffet, partie instrumentale          | Gers            | Condom                      | Cathédrale Saint-Pierre de Condom                               | « PM32000140 », notice no PM32000140 « PM32000540 », notice no PM32000540 « PM32000138 », notice no PM32000138 | 1972 1974 | Classé         |        |  |
| Orgue de tribune partie instrumentale                  | Gers            | Fleurance                   | Église Saint-Laurent de Fleurance                               | « PM32000541 », notice no PM32000541 « PM32000161 », notice no PM32000161                                      | 1975      | Classé         |        |  |
| Orgue de tribune partie instrumentale                  | Gers            | Gimont                      | Église de l'Assomption de Gimont                                | « PM32000542 », notice no PM32000542 « PM32000177 », notice no PM32000177                                      | 1975      | Classé         |        |  |
| Orgue de tribune partie instrumentale                  | Gers            | Le Houga                    | Église Saint Pierre du Houga                                    | « PM32000543 », notice no PM32000543 « PM32000468 », notice no PM32000468                                      | 1979      | Classé         |        |  |
| Orgue de tribune partie instrumentale                  | Gers            | L'Isle-Jourdain             | Collégiale Saint-Martin de L'Isle-Jourdain                      | « PM32000544 », notice no PM32000544 « PM32000191 », notice no PM32000191                                      | 1978      | Classé         |        |  |
| Orgue de tribune partie instrumentale                  | Gers            | Jegun                       | Église Sainte-Candide de Jegun                                  | « PM32000545 », notice no PM32000545 « PM32000194 », notice no PM32000194                                      | 1989      | Classé         |        |  |
| Orgue de tribune partie instrumentale                  | Gers            | Lectoure                    | Cathédrale Saint-Gervais-Saint-Protais de Lectoure              | « PM32000546 », notice no PM32000546 « PM32000221 », notice no PM32000221                                      | 1978      | Classé         |        |  |
| Orgue de tribune partie instrumentale                  | Gers            | Lectoure                    | Église du Saint-Esprit (Lectoure)                               | « PM32000547 », notice no PM32000547 « PM32000226 », notice no PM32000226                                      | 1984      | Classé         |        |  |
| Orgue de tribune buffet, partie instrumentale          | Gers            | Lombez                      | Cathédrale Sainte-Marie de Lombez                               | « PM32000261 », notice no PM32000261 « PM32000548 », notice no PM32000548 « PM32000259 », notice no PM32000259 | 1976 1980 | Classé         |        |  |
| Orgue de tribune partie instrumentale                  | Gers            | Monfort                     | Église Saint-Clément de Monfort                                 | « PM32000549 », notice no PM32000549 « PM32000425 », notice no PM32000425                                      | 1991      | Classé         |        |  |
| Orgue de tribune partie instrumentale                  | Gers            | Samatan                     | Église Saint-Jean-Baptiste de Samatan                           | « PM32000550 », notice no PM32000550 « PM32000551 », notice no PM32000551                                      | 2000      | Classé         |        |  |
| Orgue de tribune buffet, partie instrumentale          | Haute-Garonne   | Auterive                    | Église Saint-Paul d'Auterive                                    | « PM31000022 », notice no PM31000022 « PM31001462 », notice no PM31001462 « PM31000021 », notice no PM31000021 | 1973 1975 | Classé         |        |  |
| Orgue de tribune buffet, partie instrumentale          | Haute-Garonne   | Boulogne-sur-Gesse          | Église Sainte-Marie de Boulogne-sur-Gesse                       | « PM31001108 », notice no PM31001108 « PM31001463 », notice no PM31001463 « PM31001109 », notice no PM31001109 | 1996      | Classé         |        |  |
| Orgue de tribune partie instrumentale                  | Haute-Garonne   | Carbonne                    | Église Saint-Laurent de Carbonne                                | « PM31001464 », notice no PM31001464 « PM31000093 », notice no PM31000093                                      | 1977      | Classé         |        |  |
| Orgue de tribune partie instrumentale                  | Haute-Garonne   | Castelnau-d'Estrétefonds    | Église Saint-Martin de Castelnau-d'Estrétefonds                 | « PM31001465 », notice no PM31001465 « PM31001110 », notice no PM31001110                                      | 1993      | Classé         |        |  |
| Orgue de tribune buffet                                | Haute-Garonne   | Cazères                     | Église de l'Assomption de Cazères                               | « PM31000130 », notice no PM31000130 « PM31001466 », notice no PM31001466                                      | 1949      | Classé         |        |  |
| Orgue de tribune buffet, partie instrumentale          | Haute-Garonne   | Cintegabelle                | Église Notre-Dame de Cintegabelle                               | « PM31000149 », notice no PM31000149 « PM31001467 », notice no PM31001467 « PM31000150 », notice no PM31000150 | 1906      | Classé         |        |  |
| Orgue de tribune partie instrumentale                  | Haute-Garonne   | Gaillac-Toulza              | Église Saint-Étienne de Gaillac-Toulza                          | « PM31001468 », notice no PM31001468 « PM31000237 », notice no PM31000237                                      | 1977      | Classé         |        |  |
| Orgue de tribune partie instrumentale                  | Haute-Garonne   | Grenade                     | Église Notre-Dame-de-l'Assomption de Grenade                    | « PM31001469 », notice no PM31001469 « PM31000281 », notice no PM31000281                                      | 1976      | Classé         |        |  |
| Orgue de tribune partie instrumentale                  | Haute-Garonne   | L'Isle-en-Dodon             | Église Saint-Adrien de L'Isle-en-Dodon                          | « PM31001470 », notice no PM31001470 « PM31000288 », notice no PM31000288                                      | 1979      | Classé         |        |  |
| Orgue de tribune partie instrumentale                  | Haute-Garonne   | Muret                       | Église Saint-Jacques de Muret                                   | « PM31001471 », notice no PM31001471 « PM31000450 », notice no PM31000450                                      | 1979      | Classé         |        |  |
| Orgue de tribune partie instrumentale                  | Haute-Garonne   | Pibrac                      | Église Sainte-Marie-Madeleine de Pibrac                         | « PM31001472 », notice no PM31001472 « PM31000478 », notice no PM31000478                                      | 1980      | Classé         |        |  |
| Orgue de tribune buffet, partie instrumentale          | Haute-Garonne   | Revel                       | Église Notre-Dame-des-Grâces de Revel                           | « PM31001476 », notice no PM31001476 « PM31001474 », notice no PM31001474 « PM31001475 », notice no PM31001475 | 1998      | Inscrit        |        |  |
| Orgue de tribune partie instrumentale                  | Haute-Garonne   | Revel                       | Temple de Revel                                                 | « PM31001473 », notice no PM31001473 « PM31000517 », notice no PM31000517                                      | 1977      | Classé         |        |  |
| Orgue de tribune partie instrumentale                  | Haute-Garonne   | Rieumes                     | Église Saint-Gilles de Rieumes                                  | « PM31001477 », notice no PM31001477 « PM31000519 », notice no PM31000519                                      | 1978      | Classé         |        |  |
| Orgue de tribune buffet, partie instrumentale          | Haute-Garonne   | Rieux-Volvestre             | Cathédrale de la Nativité-de-Marie de Rieux                     | « PM31000547 », notice no PM31000547 « PM31001478 », notice no PM31001478 « PM31000550 », notice no PM31000550 | 1968      | Classé         |        |  |
| Orgue de tribune buffet, chaire à prêcher              | Haute-Garonne   | Saint-Bertrand-de-Comminges | Cathédrale Notre-Dame de Saint-Bertrand-de-Comminges            | « PM31001044 », notice no PM31001044 « PM31001479 », notice no PM31001479                                      | 1840 1889 | Classé         |        |  |
| Orgue de tribune buffet, partie instrumentale, tribune | Haute-Garonne   | Saint-Félix-Lauragais       | Église Saint-Félix de Saint-Félix-Lauragais                     | « PM31000635 », notice no PM31000635 « PM31001480 », notice no PM31001480 « PM31000637 », notice no PM31000637 | 1943      | Classé         |        |  |
| Orgue de tribune buffet, partie instrumentale          | Haute-Garonne   | Saint-Gaudens               | Collégiale Saint-Pierre de Saint-Gaudens                        | « PM31000651 », notice no PM31000651 « PM31001481 », notice no PM31001481 « PM31000648 », notice no PM31000648 | 1972 1980 | Classé         |        |  |
| Orgue de tribune buffet, partie instrumentale          | Haute-Garonne   | Seysses                     | Église Saint-Blaise de Seysses                                  | « PM31001122 », notice no PM31001122 « PM31001482 », notice no PM31001482 « PM31001483 », notice no PM31001483 | 1978      | Inscrit        |        |  |
| Orgue de tribune partie instrumentale                  | Haute-Garonne   | Toulouse                    | Basilique de la Daurade                                         | « PM31000995 », notice no PM31000995 « PM31001454 », notice no PM31001454                                      | 1979      | Classé         |        |  |
| Orgue de tribune partie instrumentale                  | Haute-Garonne   | Toulouse                    | Basilique Saint-Sernin de Toulouse                              | « PM31001459 », notice no PM31001459 « PM31000821 », notice no PM31000821                                      | 1971      | Classé         |        |  |
| Orgue de chœur buffet, partie instrumentale            | Haute-Garonne   | Toulouse                    | Cathédrale Saint-Étienne de Toulouse                            | « PM31001449 », notice no PM31001449 « PM31001447 », notice no PM31001447 « PM31001448 », notice no PM31001448 | 2004      | Classé         |        |  |
| Orgue de tribune buffet                                | Haute-Garonne   | Toulouse                    | Cathédrale Saint-Étienne de Toulouse                            | « PM31000758 », notice no PM31000758 « PM31001450 », notice no PM31001450                                      | 1971      | Classé         |        |  |
| Orgue de tribune partie instrumentale                  | Haute-Garonne   | Toulouse                    | Église du Gesù de Toulouse                                      | « PM31001453 », notice no PM31001453 « PM31000993 », notice no PM31000993                                      | 1977      | Classé         |        |  |
| Orgue de tribune Buffet & partie instrumentale         | Haute-Garonne   | Toulouse                    | Église Saint-Exupère de Toulouse                                | Notice no 2011/01/03                                                                                           | 2011      | Classé         |        |  |
| Orgue de tribune partie instrumentale                  | Haute-Garonne   | Toulouse                    | Église de l'Immaculée-Conception de Toulouse                    | « PM31001451 », notice no PM31001451 « PM31001452 », notice no PM31001452                                      |           |                |        |  |
| Orgue de tribune partie instrumentale                  | Haute-Garonne   | Toulouse                    | Église Notre-Dame de la Dalbade                                 | « PM31000994 », notice no PM31000994 « PM31001461 », notice no PM31001461                                      | 1979      | Classé         |        |  |
| Orgue de tribune partie instrumentale                  | Haute-Garonne   | Toulouse                    | Église Notre-Dame du Taur                                       | « PM31001455 », notice no PM31001455 « PM31000996 », notice no PM31000996                                      | 1988      | Classé         |        |  |
| Orgue de tribune orgue                                 | Haute-Garonne   | Toulouse                    | Église Saint-Caprais de Toulouse                                | « PM31001460 », notice no PM31001460                                                                           | 1979      | Classé         |        |  |
| Orgue de tribune buffet, partie instrumentale          | Haute-Garonne   | Toulouse                    | Église Saint-Nicolas de Toulouse                                | « PM31001457 », notice no PM31001457 « PM31001456 », notice no PM31001456 « PM31000997 », notice no PM31000997 | 1987 2000 | Classé         |        |  |
| Orgue de tribune buffet, partie instrumentale          | Haute-Garonne   | Toulouse                    | Église Saint-Pierre des Chartreux de Toulouse                   | « PM31000932 », notice no PM31000932 « PM31001458 », notice no PM31001458 « PM31000943 », notice no PM31000943 | 1914      | Classé         |        |  |
| Orgue de tribune partie instrumentale                  | Hautes-Pyrénées | Arreau                      | Église Saint-Exupère d'Arreau                                   | « PM65000618 », notice no PM65000618 « PM65000042 », notice no PM65000042                                      | 1977      | Classé         |        |  |
| Orgue de tribune buffet, partie instrumentale          | Hautes-Pyrénées | Castelnau-Magnoac           | Église Notre-Dame de Castelnau-Magnoac                          | « PM65000181 », notice no PM65000181 « PM65000619 », notice no PM65000619 « PM65000180 », notice no PM65000180 | 1973 1974 | Classé         |        |  |
| Orgue de tribune partie instrumentale                  | Hautes-Pyrénées | Lourdes                     | Basilique de l'Immaculée-Conception de Lourdes                  | « PM65000621 », notice no PM65000621 « PM65000317 », notice no PM65000317                                      | 1978      | Classé         |        |  |
| Orgue portatif partie instrumentale                    | Hautes-Pyrénées | Lourdes                     | Musée du château de Lourdes                                     | « PM65000620 », notice no PM65000620 « PM65000323 », notice no PM65000323                                      | 1978      | Classé         |        |  |
| Orgue de tribune buffet, partie instrumentale          | Hautes-Pyrénées | Saint-Savin                 | Abbatiale Notre-Dame-de-l'Assomption de Saint-Savin             | « PM65000444 », notice no PM65000444 « PM65000622 », notice no PM65000622 « PM65000463 », notice no PM65000463 | 1904      | Classé         |        |  |
| Orgue de tribune buffet, partie instrumentale          | Hautes-Pyrénées | Tarbes                      | Cathédrale Notre-Dame-de-la-Sède de Tarbes                      | « PM65000505 », notice no PM65000505 « PM65000623 », notice no PM65000623 « PM65000506 », notice no PM65000506 | 1974      | Classé         |        |  |
| Orgue de tribune partie instrumentale                  | Lot             | Cahors                      | Cathédrale Saint-Étienne de Cahors                              | « PM46000423 », notice no PM46000423 « PM46000033 », notice no PM46000033                                      | 1979      | Classé         |        |  |
| Orgue de tribune buffet, partie instrumentale          | Lot             | Castelnau-Montratier        | Église Saint-Martin de Castelnau-Montratier                     | « PM46000426 », notice no PM46000426 « PM46000424 », notice no PM46000424 « PM46000425 », notice no PM46000425 | 2000      | Classé         |        |  |
| Orgue de tribune partie instrumentale                  | Lot             | Gourdon                     | Église Saint-Pierre de Gourdon                                  | « PM46000427 », notice no PM46000427 « PM46000428 », notice no PM46000428                                      | 1979      | Classé         |        |  |
| Orgue de tribune partie instrumentale                  | Lot             | Gramat                      | Église Saint-Pierre de Gramat                                   | « PM46000429 », notice no PM46000429 « PM46000430 », notice no PM46000430                                      | 1993      | Classé         |        |  |
| Orgue de tribune partie instrumentale                  | Lot             | Grézels                     | Église Saint-Hilaire de Grézels                                 | « PM46000431 », notice no PM46000431 « PM46000165 », notice no PM46000165                                      | 1982      | Classé         |        |  |
| Orgue de tribune partie instrumentale                  | Lot             | Souillac                    | Abbatiale Sainte-Marie                                          | « PM46000432 », notice no PM46000432 « PM46000291 », notice no PM46000291                                      | 1978      | Classé         |        |  |
| Orgue de tribune buffet, partie instrumentale, tribune | Tarn            | Albi                        | Cathédrale Sainte-Cécile d'Albi                                 | « PM81000026 », notice no PM81000026 « PM81000396 », notice no PM81000396                                      | 1862 1974 | Classé         |        |  |
| Orgue de tribune orgue                                 | Tarn            | Albi                        | Église Sainte-Madeleine d'Albi                                  | « PM81000646 », notice no PM81000646                                                                           | 2007      | Classé         |        |  |
| Orgue de tribune partie instrumentale                  | Tarn            | Albi                        | Église Saint-Joseph d'Albi                                      | « PM81000648 », notice no PM81000648 « PM81000061 », notice no PM81000061                                      | 1981      | Classé         |        |  |
| Orgue de tribune buffet                                | Tarn            | Albi                        | Église Saint-Salvy d'Albi                                       | « PM81000029 », notice no PM81000029 « PM81000649 », notice no PM81000649                                      | 1943      | Classé         |        |  |
| Orgue de tribune partie instrumentale                  | Tarn            | Albi                        | Siège de l'association Saint-Jean de Veyrière Rayssac           | « PM81000647 », notice no PM81000647 « PM81000062 », notice no PM81000062                                      | 1981      | Classé         |        |  |
| Orgue de tribune orgue                                 | Tarn            | Brens                       | Église Saint-Eugène de Brens                                    | « PM81000650 », notice no PM81000650                                                                           | 2005      | Classé         |        |  |
| Orgue de tribune partie instrumentale                  | Tarn            | Castres                     | Grand temple de Castres                                         | « PM81000651 », notice no PM81000651 « PM81000393 », notice no PM81000393                                      | 1991      | Classé         |        |  |
| Orgue de tribune partie instrumentale                  | Tarn            | Cordes-sur-Ciel             | Église Saint-Michel de Cordes-sur-Ciel                          | « PM81000652 », notice no PM81000652 « PM81000127 », notice no PM81000127                                      | 1977      | Classé         |        |  |
| Orgue de tribune partie instrumentale                  | Tarn            | Gaillac                     | Église Saint-Michel de Gaillac                                  | « PM81000653 », notice no PM81000653 « PM81000153 », notice no PM81000153                                      | 1969      | Classé         |        |  |
| Orgue de tribune buffet, partie instrumentale          | Tarn            | Lavaur                      | Cathédrale Saint-Alain de Lavaur                                | « PM81000200 », notice no PM81000200 « PM81000654 », notice no PM81000654 « PM81000199 », notice no PM81000199 | 1963 1974 | Classé         |        |  |
| Orgue de tribune partie instrumentale                  | Tarn            | Lisle-sur-Tarn              | Église Notre-Dame-de-la-Jonquière de Lisle-sur-Tarn             | « PM81000655 », notice no PM81000655 « PM81000227 », notice no PM81000227                                      | 1985      | Classé         |        |  |
| Orgue de tribune partie instrumentale                  | Tarn            | Rabastens                   | Église Notre-Dame-du-Bourg de Rabastens                         | « PM81000656 », notice no PM81000656 « PM81000301 », notice no PM81000301                                      | 1976      | Classé         |        |  |
| Orgue de tribune buffet, partie instrumentale          | Tarn            | Sorèze                      | Église Notre-Dame-de-la-Paix de Sorèze                          | « PM81000542 », notice no PM81000542 « PM81000541 », notice no PM81000541 « PM81000543 », notice no PM81000543 | 1995      | Classé         |        |  |
| Orgue de tribune buffet, partie instrumentale          | Tarn-et-Garonne | Beaumont-de-Lomagne         | Église Notre-Dame de Beaumont-de-Lomagne                        | « PM82000358 », notice no PM82000358 « PM82000357 », notice no PM82000357 « PM82000008 », notice no PM82000008 | 1980 1996 | Classé Inscrit |        |  |
| Orgue de tribune buffet                                | Tarn-et-Garonne | Castelsarrasin              | Église Saint-Sauveur de Castelsarrasin                          | « PM82000033 », notice no PM82000033 « PM82000359 », notice no PM82000359                                      | 1912      | Classé         |        |  |
| Orgue de tribune partie instrumentale                  | Tarn-et-Garonne | Moissac                     | Abbatiale Saint-Pierre de Moissac                               | « PM82000361 », notice no PM82000361 « PM82000113 », notice no PM82000113                                      | 1977      | Classé         |        |  |
| Orgue de tribune partie instrumentale                  | Tarn-et-Garonne | Moissac                     | Église Saint-Jacques de Moissac                                 | « PM82000360 », notice no PM82000360 « PM82000115 », notice no PM82000115                                      | 1977      | Classé         |        |  |
| Orgue de chœur partie instrumentale                    | Tarn-et-Garonne | Montauban                   | Cathédrale Notre-Dame-de-l'Assomption de Montauban              | « PM82000362 », notice no PM82000362 « PM82000166 », notice no PM82000166                                      | 1982      | Classé         |        |  |
| Orgue de tribune buffet, partie instrumentale          | Tarn-et-Garonne | Montauban                   | Cathédrale Notre-Dame-de-l'Assomption de Montauban              | « PM82000121 », notice no PM82000121 « PM82000363 », notice no PM82000363 « PM82000260 », notice no PM82000260 | 1906 1991 | Classé         |        |  |
| Orgue de tribune partie instrumentale                  | Tarn-et-Garonne | Montech                     | Église Notre-Dame-de-la-Visitation de Montech                   | « PM82000364 », notice no PM82000364 « PM82000326 », notice no PM82000326                                      | 1992      | Classé         |        |  |
| Orgue de chœur partie instrumentale                    | Tarn-et-Garonne | Valence                     | Église de la-Nativité-de-Notre-Dame                             | « PM82000365 », notice no PM82000365 « PM82000366 », notice no PM82000366                                      | 1992      | Inscrit        |        |  |
| Orgue de tribune buffet, partie instrumentale          | Tarn-et-Garonne | Verdun-sur-Garonne          | Église de l'Assomption-et-de-Saint-Michel de Verdun-sur-Garonne | « PM82000247 », notice no PM82000247 « PM82000367 », notice no PM82000367 « PM82000246 », notice no PM82000246 | 1961      | Classé         |        |  |